# 黑头穗鹛
黑头穗鹛（学名：Stachyris nigriceps），是画眉科穗鹛属的一种，分布于不丹、孟加拉国、老挝、中国大陆、越南、印度、泰国、印度尼西亚、缅甸、马来西亚和尼泊尔。该物种的保护状况被评为无危。
黑头穗鹛的平均体重约为14.2克。栖息地包括种植园、亚热带或热带的湿润低地林、亚热带或热带的（低地）湿润疏灌丛和亚热带或热带的湿润山地林。该物种的模式产地在尼泊尔。

## 亚种
- 黑头穗鹛滇西亚种（学名：Stachyris nigriceps coltarti）。分布于印度、缅甸以及中国大陆的云南等地。该物种的模式产地在印度阿萨姆邦东部马尔吉塔Margherita。[3]
- 黑头穗鹛河口亚种（学名：Stachyris nigriceps yunnanensis）。分布于缅甸、泰国、老挝、越南以及中国大陆的云南、广西等地。该物种的模式产地在云南河口。[4]